# 보잉 737 AEW&C
보잉 737 AEW&C(Boeing 737 Airborne Early Warning and Control)는 왕립 오스트레일리아 공군의 ‘웨지테일 프로젝트’에 따라 보잉 사가 보잉 737에 기반하여 개발한 공중조기경보통제기이다. 오스트레일리아, 터키, 대한민국에서 운용하고 있으며, 이탈리아와 아랍에미리트에서도 도입을 검토하고 있다.

## 기능
일반적인 공대공 목표물의 탐지기능은 기계식 레이다의 조기경보기와 큰 차이는 없다.
그러나, 전자식인 AESA 조기경보기는 기존의 내장 레이다가 없는 헬기나 KA-1 등에게 레이다가 장착된 효과를 갖게 해 줄 수 있다. 따라서 기존의 내장된 공대공 레이다가 없던 헬기나 KA-1 등은 사거리 10 km의 열추적 단거리 공대공 미사일인 사이드와인더만 장착할 수 있었는데 비해, 전자식 조기경보기가 지원되면 헬기나 KA-1 등에서도 사거리 100 km인 더비 미사일을 발사할 수 있게 된다.
Cruzex 2006 다국적 워게임에서, 브라질의 F-5M 1대는 프랑스 미라주 2000N 2대를 격추했다. 미라주 2000N은 2대의 미라주 2000C와 E-3 센트리 조기경보기의 지원을 받고 있었다. 이러한 결과는 이스라엘제 더비 중거리 공대공 미사일이 조기경보기의 데어터링크에 의해 연동되어 가능했다. 조기경보기는 에리아이 AESA 레이다를 장착한 브라질산 엠브라에르 R-99 조기경보기였다. E-3 센트리 조기경보기는 기계식 레이다를 사용하기 때문에 12초에 한 번만 목표물 추적이 되며, AESA와 같은 실시간 목표물 추적이 안된다.
한국, 중국, 러시아는 AESA 조기경보기를 획득했으며, 미국은 기계식 조기경보기를 도입했다. 중국은 조기경보기와 연동될 수 있는 PL-12 미사일을 실전배치했다.

## 운용 국가

### 오스트레일리아
1997년 보잉 Integrated Defense Systems 사는 보잉 비즈니스 제트 1에 바탕을 둔 4대의 AEW&C기 공급을 수주했다. 그러나 레이다와 감시 컴퓨터를 통합하는 문제로 당초의 2006년 인도를 하지 못했다. 2009년 11월 26일, 보잉 사는 최초의 보잉 737 AEW&C기 2대를 왕립 오스트레일리아 공군에 인도했으나 2010년 5월 5일에서야 공식 인수되었다.

### 터키
터키는 2005년에 4대의 보잉 737 AEW&C를 주문했다. 2007년 9월에 터키의 1호기 첫 번째 시험 비행을 완료했고, 2008년 3분기에 터키의 2호기 시험 비행을 마쳤다.

### 대한민국

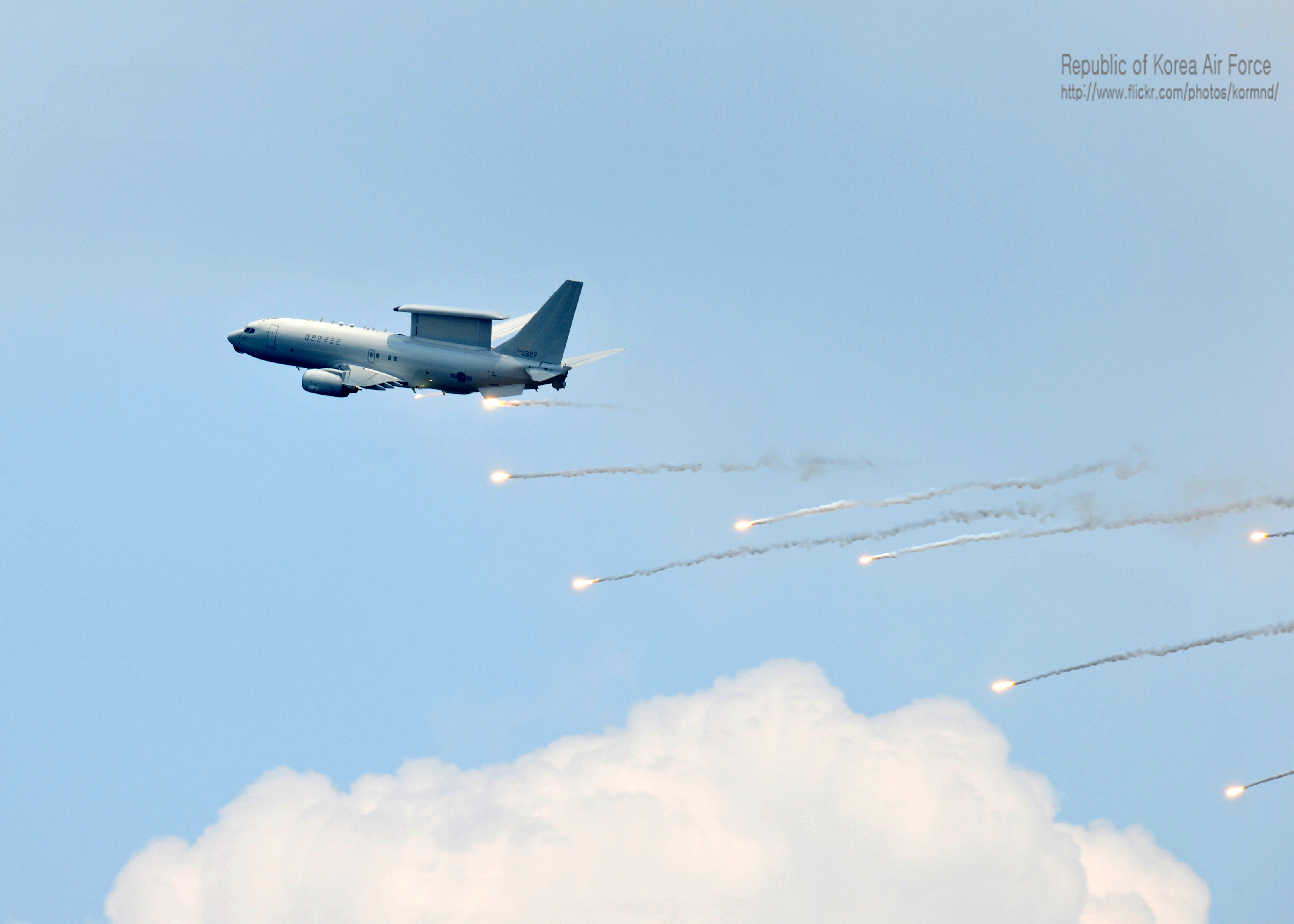
대한민국 공군 E-737

대한민국의 E-X 사업에서 이스라엘의 엘타 G-550(IAI EL/W-2085) 기종을 제치고 도입 기종으로 최종 선정되었다. 국민 공모를 통하여 선정된 명칭은 ‘피스 아이’로, “‘한반도의 평화를 수호하는 감시자’라는 의미가 담겨 있다. 대한민국 공군은 피스아이 체계를 운용할 부대로 2010년 10월 제51항공통제비행전대를 창설하고 2011년 9월 21일 피스아이 1호기를 김해국제공항에서 인수했다. 2013년 기준, 공군은 피스아이를 총 4대 운용하고 있다.
대한민국은 2006년 11월 7일에 총 4대의 보잉 737 AEW&C를 16억 달러에 2012년까지 인도 받기로 보잉 사와 계약했다. 입찰과정에서 작전운용성능(ROC·Required Operational Capability)을 포함한 1천여가지의 요구 조건을 제시했다. 절충교역으로 국내업체 참여(30% 이상)와 후속 군수지원 및 핵심기술 획득(21% 이상)을 대한민국에 제공하게 된다. 보잉은 최초에 4대 가격으로 24억달러를 제시했다.
보잉 737 AEW&C는 120인승 보잉 737-700 항공기에 안테나를 장착한 형태로 12.5km 상공에서 8시간 동안 임무를 수행한다. 요격관제 등 임무를 수행하는 콘솔의 수가 10개다. 2004년에 대한민국 공군은 레이다가 한번 빔을 쏘아 370km 밖에서 비행하는 표적을 잡아내야 한다는 조건을 달았고, 보잉 737 AEW&C는 한 번에 최대 481km까지 탐지를 했다. 또한 MESA 특성상 30도 각도로 좁힌 집중 탐지시 최대 740km 탐지가 가능한 것으로 알려졌다. 보잉은 보잉 737 AEW&C를 장기적으로 지상 표적에 대한 공격을 지휘하는 항공기인 JSTARS과 통신감청 항공기인 RC-135의 기능까지 통합한다는 발전 가능성도 제시했다. 대한민국은 당초에는 ROC에 없었던 공중급유기능을 추가했다. 참고로 대한민국 공군은 조기경보기 2~3대 정도를 추가구매할 것을 고려중이다. 참고로 주변 국가인 중국, 러시아 등에 비하면 현재 2018년 운용중인 E-737 조기경보기 4대는 적은 전력이다.

### 카타르
카타르의 경우 18억 달러(한화 2조1,000억원) 비용을 지불해서 3대의 기체를 구매했다.

## 제원
일반 특성
- 승무원: 조종사 2명, 승무원 6-10명
- 화물탑재량: 43,720 lb (19,830 kg)
- 길이: 110 ft 4 in (33.6 m)
- 날개폭: 117 ft 2 in (35.8 m)
- 높이: 41 ft 2 in (12.5 m)
- 날개면적: 980 ft² (91 m²)
- 날개꼴: B737D
- 공허중량: 102,750 lb (46,606 kg)
- 최대이륙중량: 171,000 lb (77,564 kg)
- 엔진: 2× CFM 인터내셔널 CFM56-7B27A 터보팬, 27,000 lbf (118 kN) 각각

성능
- 최대속도: 544 mph (875 km/h)
- 순항속도: 530 mph (853 km/h)
- 항속거리: 3,800 nmi (7,040 km)
- 상승한도: 41,000 ft (12,500 m)

항공전자장비
- 노스럽 그러먼 다목적 MESA 레이다

## 같이 보기
- 보잉 737
- 보잉 C-40 클리퍼
- P-8 포세이돈
- 보잉 E-767
- E-3 센트리
- 엠브라에르 R-99